# Hempels Paradox
Hempels Paradox oder Rabenparadox ist ein nach dem Philosophen Carl Gustav Hempel benanntes Problem der Erkenntnistheorie. Das Paradoxon besteht darin, dass eine Allaussage über die Eigenschaft bestimmter Objekte scheinbar durch Beobachtungen beliebiger anderer Objekte ohne diese Eigenschaft bestätigt werden kann. Nach Hempel könnte z. B. die Gültigkeit der Aussage „Alle Raben sind schwarz“ durch die Beobachtung eines weißen Schuhs bestätigt werden, was kontraintuitiv ist.

## Geschichte
Das Paradox ist zuerst im Dezember 1940 von Janina Hosiasson-Lindenbaum (1899–1942) im Journal of Symbolic Logic publiziert und Hempel zugeschrieben worden, 1943 tauchte es dann in Hempels Arbeit A purely syntactical definition of confirmation in der gleichen Zeitschrift auf.

## Formulierung des Rabenparadoxons
Nach Beobachtung vieler Raben, die alle schwarz sind, besteht prima facie plausiblerweise eine hinreichende Rechtfertigung für die induktive Bildung der Hypothese „Alle Raben sind schwarz“. Jeder zusätzliche schwarze Rabe, den ich sehe, bestätigt diese Hypothese weiter. Natürlich wäre es irrational, die Hypothese für gewiss zu halten, da keine vollständige Induktion über alle Raben aus Beobachtung möglich ist.
Was ist nun aber, wenn ich ein nicht-schwarzes Objekt sehe, das kein Rabe ist, z. B. ein gelbes Auto? Die vorbenannte Hypothese kann unter Erhalt ihres Wahrheitswertes durch Anwendung logischer Transformationsregeln (hier nach klassischer Terminologie eine Kontraposition) umformuliert werden zu „Alle nicht-schwarzen Objekte sind keine Raben“. Die so formulierte Hypothese scheint durch das gelbe Auto bestätigt zu werden. Da diese Hypothese logisch äquivalent zur Ausgangshypothese ist, wird somit scheinbar durch gelbe Autos die Hypothese „Alle Raben sind schwarz“ bestätigt.

## Auflösungsversuche des Paradoxons
Hempel nahm an, dass es sich dabei bei dem Eindruck, diese Konsequenz sei paradox, um eine psychologische Fehleinschätzung handelt. Die Beobachtung von nicht-schwarzen Objekten stütze tatsächlich in sehr geringem Maße die angeführte Ausgangshypothese. Verallgemeinert stütze daher jede Beobachtung, die einer Allaussage nicht widerspricht, diese in bestimmtem Maße.
I. J. Good schlug 1967 eine Auflösung des Paradoxons im Artikel The White Shoe Is a Red Herring vor. Er übersetzt darin das Paradoxon in ein Entscheidungsproblem, in dem nach der Beobachtung eines schwarzen Raben zwischen verschiedenen möglichen Welten mit unterschiedlichen Anzahlen von Raben und anderen Objekten gewählt werden soll. Er zeigt, dass die Aussagekraft einer Beobachtung von der Menge und Art der überlegten Hypothesen abhängt. Diese Argumentation wurde von Hempel als irrelevant zurückgewiesen.
Vorgeschlagen wird ähnlich die Hypothese „Alle Raben sind schwarz“ als Aussage über alle Objekte aufzufassen, die nur nichtschwarze Raben ausschließt, so dass auch rote Füchse die Hypothese bestätigen.
Der Physiker Florian Aigner unterscheidet zwischen zwei unterschiedlichen Tests: Die Aussage „Alle Raben sind schwarz“ kann untersucht werden, indem man Raben studiert, dann muss man ihre Farbe überprüfen. Oder sie kann untersucht werden, indem man nicht-schwarze Objekte überprüft, dann muss man überprüfen, ob es sich um Raben handelt. Zwar ist prinzipiell tatsächlich beides logisch äquivalent, doch weist Aigner darauf hin, dass bei einem Experiment prinzipiell nur neue Information gewonnen werden kann, wenn das Ergebnis nicht schon vorher feststeht. Dass es sich bei weißen Turnschuhen nicht um Raben handelt, ist von vornherein klar, eine experimentelle Untersuchung der „Rabenhaftigkeit“ eines Turnschuhs kann daher die These nicht stützen. Anders ist das, wenn das Ergebnis dieser Beobachtung vorher noch unklar ist: Man denke sich eine Sammlung zahlreicher ausgestopfter Vögel, in einem Saal befinden sich die schwarzen, im anderen Saal alle nicht-schwarzen Exponate. Gäbe es unter den nicht-schwarzen Vögeln einen Raben, wäre die Ausgangsthese widerlegt. In diesem Fall lässt sich die These also tatsächlich stützen, indem man nicht-schwarze Objekte untersucht und jeden einzelnen nicht-schwarzen Vogel studiert – aber nur, weil im Gegensatz zum weißen Turnschuh in diesem Fall die „Rabenhaftigkeit“ jedes einzelnen Vogels nicht von vornherein feststeht.
Ausgehend von der Fragestellung, wie aus der Implikation „Wenn Rabe, dann schwarz“, die Implikation „Wenn kein Schwarz, dann kein Rabe“ werden kann, kann überprüft werden, wie aus der Rede vom „widerspricht nicht der Behauptung“ schließlich das „Stützen einer Behauptung“ wird, worüber letztlich der Philosoph seiner Verwunderung Ausdruck gibt. Ohne das Tertium non datur, der Zuhilfenahme des Satzes vom ausgeschlossenen Dritten, wären beide Übergänge nicht zu begründen. Lediglich die Rede vom Ausschluss unschwarzer Raben wäre ohne das Tertium non datur herleitbar: „Es kann nicht sein, dass es einen Raben gibt, der nicht schwarz ist.“ [Intuitionismus] Analog dazu wird die Rede vom gelben Auto, die scheinbar die These von den schwarzen Raben stütze, als Kopie des Ausspruchs „Wer nicht für mich ist, der ist gegen mich“ erkennbar.